# Бирюков, Николай Константинович
Николай Константинович Бирюков (28 декабря 1910 — 10 июня 1988) — передовик советского сельского хозяйства, комбайнёр Лабинской машинно-тракторной станции Краснодарского края, Герой Социалистического Труда (1952).

## Биография
Родился в 1910 году в станице Михайловской Кубанской области, ныне Курганинского района Краснодарского края в русской семье крестьянина. Работал в Лабинской машинно-тракторной станции.
В 1951 году на уборке урожая, работая комбайнёром на комбайне "Коммунар", достиг высокого производственного результата. За 25 рабочих дней намолотил 6713 центнеров зерновых культур.
За достижение высоких показателей на уборке и обмолоте зерновых культур в 1951 году, Указом Президиума Верховного Совета СССР от 7 марта 1952 года Николаю Константиновичу Бирюкову было присвоено звание Героя Социалистического Труда с вручением ордена Ленина и золотой медали «Серп и Молот».
В дальнейшем продолжал трудовую деятельность.
Проживал в городе Лабинске Краснодарского края. Умер 10 июня 1988 года. Похоронен в городе Лабинске.

## Награды
За трудовые успехи удостоен:
- золотая звезда «Серп и Молот» (07.03.1952),
- орден Ленина (07.03.1952),
- Медаль «За трудовую доблесть» (21.08.1953),
- другие медали.